# هو جيانغوان
هو جيانغوان (بالصينية: 胡建关) (مواليد 11 مايو 1993) هو ملاكم صيني، مثّل بلاده في الألعاب الأولمبية الصيفية 2016 وحقق الميدالية البرونزية في فئة وزن الذبابة.

## روابط خارجية
هو جيانغوان على موقع اللجنة الأولمبية الدولية (الإنجليزية)
- هو جيانغوان على موقع أوليمبيديا (الإنجليزية)
- هو جيانغوان على موقع اللجنة الأولمبية الصينية (الإنجليزية)